# Leptostylis goroensis
Espèce
Statut de conservation UICN

 CR D : 
En danger critique
Classification phylogénétique
Leptostylis goroensis est une espèce de plantes à fleurs de la famille des Sapotaceae. C'est un arbuste endémique à la Nouvelle-Calédonie.

## Synonymes
- Pycnandra goroensis

## Répartition
Endémique aux maquis marécageux de Nouvelle-Calédonie.

## Conservation
L'espèce est menacée par la déforestation et l'exploitation minière.